# Fumiya Tamaki
Fumiya Tamaki (玉城 史也 Tamaki Fumiya?), född 23 juli 1993 i Saitama prefektur, är en japansk fotbollsspelare.
Tamaki började sin karriär 2016 i Kamatamare Sanuki. Han avslutade karriären 2017.